# Chromis monochroma
Chromis monochroma là một loài cá biển thuộc chi Chromis trong họ Cá thia. Loài này được mô tả lần đầu tiên vào năm 2004.

## Từ nguyên
Từ định danh monochroma được ghép bởi hai âm tiết trong tiếng Hy Lạp cổ đại: mónos (μόνος; "một, đơn lẻ") và khrôma (χρῶμα; "màu sắc"), hàm ý đề cập đến màu nâu là màu duy nhất bao phủ toàn bộ cơ thể loài cá này khi mẫu định danh được bảo quản trong cồn.

## Phạm vi phân bố và môi trường sống
C. monochroma mới chỉ được biết đến tại đảo Flores, Indonesia, được quan sát và thu thập ở độ sâu khoảng 40–55 m.

## Mô tả
C. monochroma có chiều dài cơ thể lớn nhất được ghi nhận là 5 cm. Lưng có màu ô liu pha nâu, chuyển dần sang màu xanh lục lam nhạt ánh kim ở bụng. Đỉnh đầu và chóp cằm có màu đen. Gai vây lưng có màu vàng hơi xám, phần vây mềm còn lại trong suốt với các tia màu vàng nhạt. Vây hậu môn phớt vàng. Hai thùy đuôi màu vàng sẫm, chóp thùy màu đen. Vây bụng và vây ngực có màu vàng nhạt.
Số gai ở vây lưng: 13–14; Số tia vây ở vây lưng: 10–11; Số gai ở vây hậu môn: 2; Số tia vây ở vây hậu môn: 11; Số tia vây ở vây ngực: 16–17; Số gai ở vây bụng: 1; Số tia vây ở vây bụng: 5; Số vảy đường bên: 14–15; Số lược mang: 28–29.

## Sinh thái học
Thức ăn của C. monochroma là động vật phù du. Cá đực xây tổ, có tập tính bảo vệ và chăm sóc trứng.